# Зелёный Гай (Томаковский район)
Зелёный Гай (укр. Зелений Гай) — село,
Зеленогайский сельский совет,
Томаковский район,
Днепропетровская область,
Украина.
Код КОАТУУ — 1225483201. Население по переписи 2001 года составляло 290 человек .
Является административным центром Зеленогайского сельского совета, в который, кроме того, входят сёла
Краснополь,
Новокраснополь,
Тарасовка и
Весёлый Яр.

## Географическое положение
Село Зелёный Гай находится на расстоянии в 1 км от села Тарасовка.
По селу протекает пересыхающий ручей с запрудой, один из истоков реки Томаковка.

## История
- Основано как немецкая колония Нейгорст, которая также называлась Терноватое.
- Первое письменное упоминание относиться к 1769 году. Тогда в селе проживало 143 человека.
- На 1886 год тут проживало 180 человек, было 21 двор, школа, магазин.

## Экономика
- «Заповеди Ильича», ООО.

## Объекты социальной сферы
- Школа.
- Фельдшерский пункт.
- Дом культуры.